# 武汉绿地中心

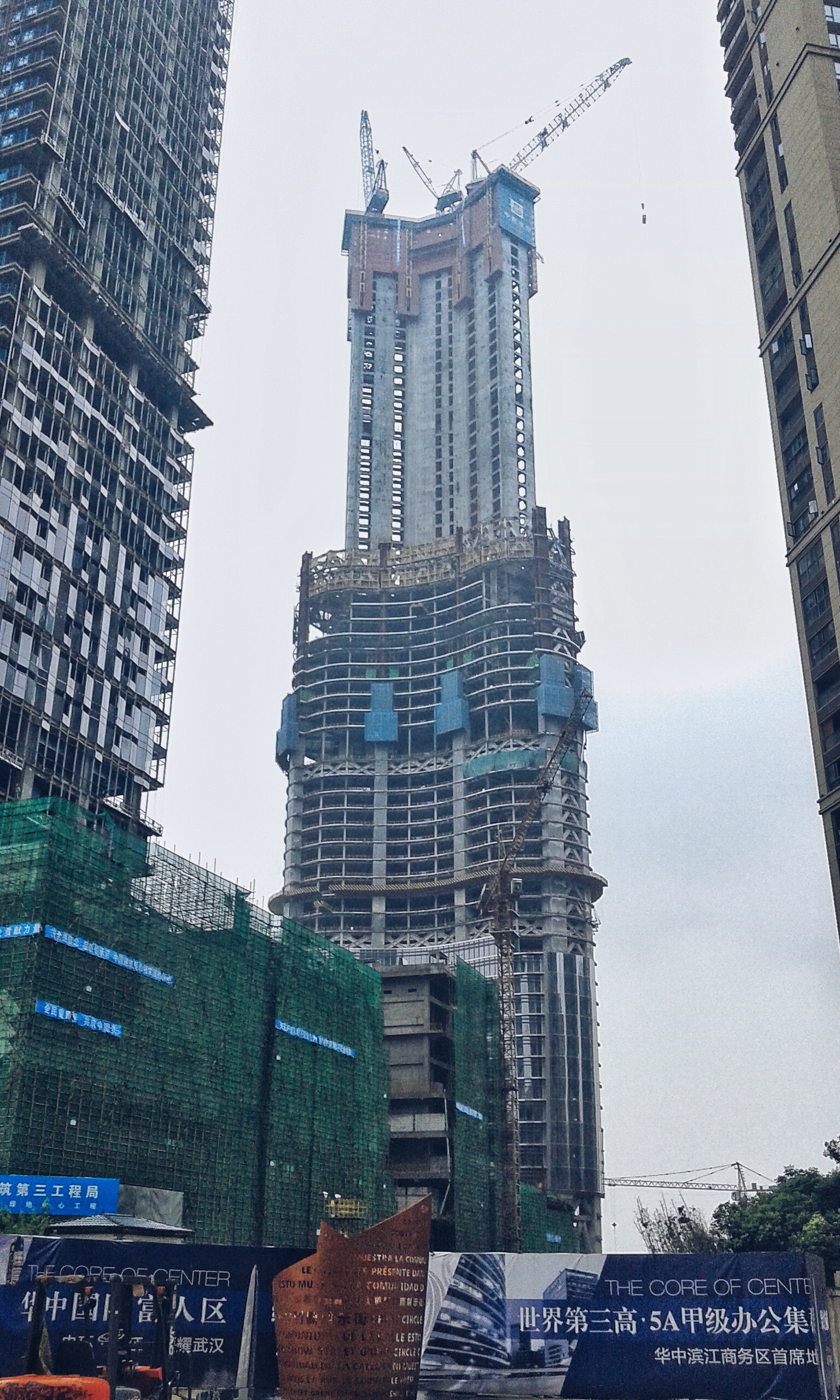
2016年6月的本楼

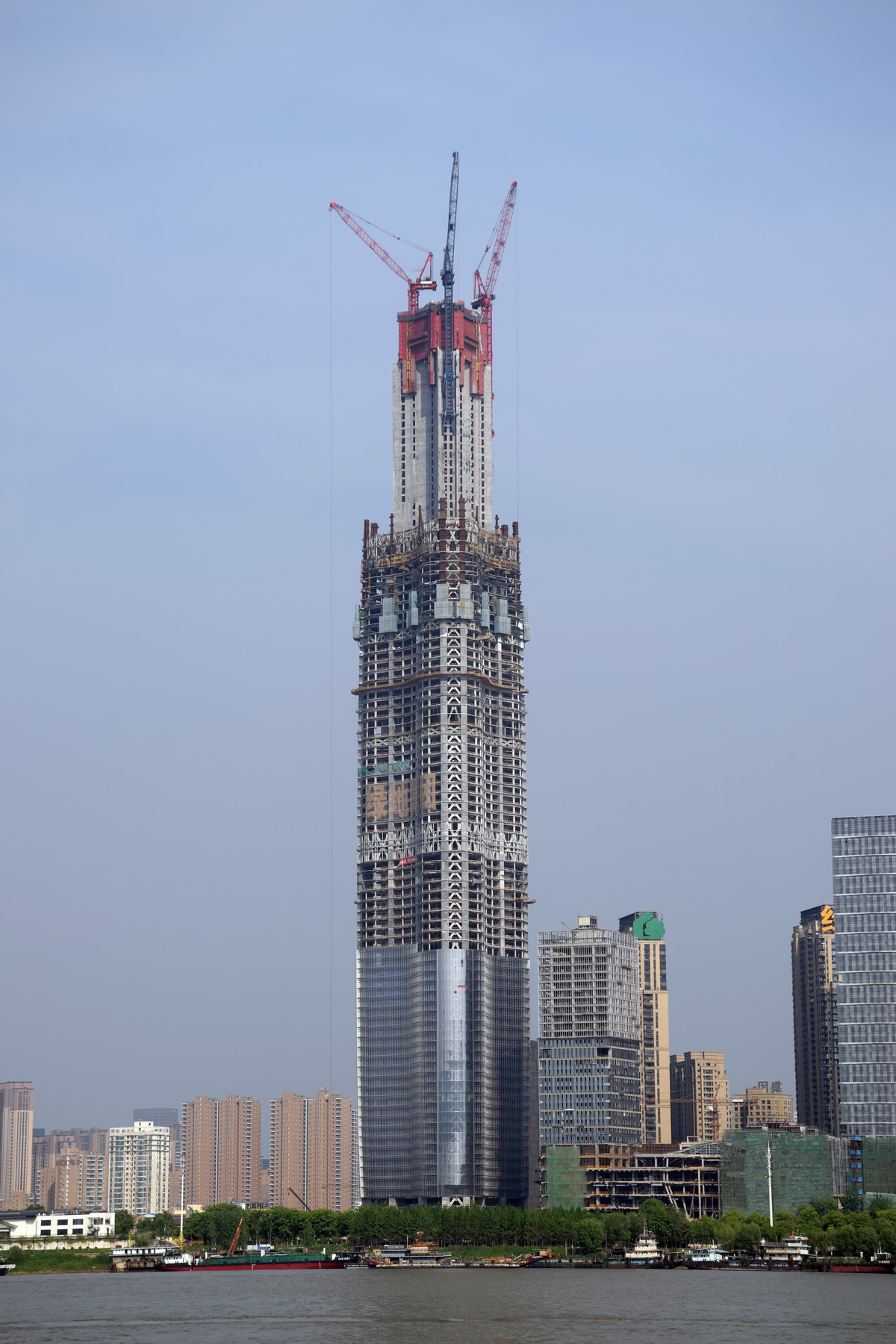
2017年的武汉绿地中心

武汉绿地中心（英語：Wuhan Greenland Center）是武汉市的一座摩天大楼，包括主楼、副楼、和裙楼，其中主楼设计高度476米，副楼一栋高185米、另一栋高135米。这栋由美国AS+GG设计的建筑于2011年开工，由总部在武汉市的中建三局承建，地上有126层。此楼最初设计高度为636米，2018年突然受國土規劃局限高令高度降為476公尺，2021年核心筒封頂、2022年完工，目前是中華人民共和國第八高摩天大樓。雖然建築物已完工但至今仍未正式開放。
2019年，武汉举办军运会前夕，绿地中心的最新效果图曝光，其高度定为476米，海拔高度为499米。原计划的顶部尖顶天线效果被取代，新的效果图显示大楼顶部增设了直升机停机坪以及风洞。

## 建設進度
- 2010年12月8日-奠基典礼[14]
- 2011年7月1日-正式開工，開始工程樁基與地下連續牆施工。
- 2012年6月28日-地下工程开工[15]
- 2012年9月12日-开挖基坑，該基坑為亞洲最大的基坑。[16]
- 2013年6月26日-武汉绿地中心主塔基坑支护計劃於該日完成[17]
- 2014年1月4日，举行首根钢巨柱吊装仪式。[18]
- 2014年7月28日，主塔出地面。[19]
- 2015年12月2日，主塔楼突破150米。[20]
- 2015年12月30日，主塔楼突破200米。[21]
- 2016年6月，主塔楼突破300米。[22]
- 2016年12月30日，主塔楼达到439米，超过已建成封顶的武汉中心，成为武汉市最高建筑。[23]
- 2017年1月14日，武汉绿地中心就被责令停工。同年7月，武汉市城管委再次下发督办函，要求暂停项目建设，按照航行评估结果要求对施工塔吊等相关设施进行整改，务必使其高度不得超过500米。[24]
- 2018年8月23日，武汉绿地中心被曝光停工，武汉市国土规划局回应称，因净空管控，在建绿地中心目前许可海拔高度为455米。[25]
- 2019年年初，武汉绿地中心最新效果图曝光，其原计划的尖锥型顶部被削去，新的屋顶改为直升机停机坪，从原计划的中国第一高楼变成华中第一高楼。[26]
- 2021年年底，武汉绿地中心顶部的脚手架均被拆除，直升机停机坪显示已经建设完成，计划在2022年中旬完工。[27]

## 主塔樓功能劃分
| 樓層  | 用途                                 |
| ----- | ------------------------------------ |
| 97    | 酒店客房                             |
| 90-96 | 機械層、避難區                       |
| 80-89 | 服務式酒店                           |
| 79    | 服務式酒店、避難區                   |
| 71-78 | 服務式酒店                           |
| 70    | 服務式酒店空中大堂                   |
| 67-69 | 機械層、避難區                       |
| 60-66 | 寫字樓                               |
| 59    | 避難區                               |
| 51-58 | 寫字樓                               |
| 49-50 | 空中大堂                             |
| 48    | 避難區                               |
| 39-47 | 寫字樓                               |
| 36-38 | 機械層                               |
| 35    | 避難區                               |
| 27-34 | 寫字樓                               |
| 25-26 | 空中大堂                             |
| 24    | 避難區                               |
| 15-23 | 寫字樓                               |
| 14    | 避難區                               |
| 5-13  | 寫字樓                               |
| 2-4   | 機械層                               |
| 1-1M  | 寫字樓大堂、服務式酒店大堂、酒店大堂 |
| B1M   | 自行車存放                           |
| B1    | 宴會廳、酒店服務、卸貨區             |
| B5-B2 | 停車場、機械層                       |

## 争议与阴谋论

### 拔高
2010年，武汉绿地中心计划建设为606米，完工后将成为中国第二高楼。但在后来被曝光其高度被拔升为636米，完工后将超越上海中心，成为中国大陆第一高楼。根据绿地集团的说法，该建筑在计划升高前已经停工，并且开始检查高度增加的条件。

### 限高
2018年8月23日，武汉市城管委下发督办函，要求暂停武汉绿地中心的建设，按照航行评估结果要求对施工塔吊等相关设施进行整改，务必使其高度不得超过500米，其楼高大约为455米。根据中国澎湃新闻的采访，绿地集团方面并未否认限高的消息。至于武汉绿地中心的最终高度，绿地方面表示，绿地严格按照政府要求执行，具体高度以政府最终发布为准。“目前，绿地正与政府有关部门积极沟通。”绿地方面透露。从目前的有关部门和绿地方面就此事给出的回复来看，武汉绿地中心的确很有可能被限高，但至于最终高度是455米、500米还是更多，各方都没有给出答案。2019年，最新结果出炉，武汉绿地中心总高度为475米，海拔高度为499米，顶部被削减为平顶式风格并配有直升机停机坪，并且恢复建设，有望在武汉军运会前夕竣工。

### 阴谋论
部分网友对武汉绿地中心的突然限高表示不解，因为该建筑在起初的规划與建設阶段，并未出现限高的要求，而且在进行高度增加的过程中，审查也被通过。但该大楼正在以600米條件建設的時候，却在即将封顶时惨遭限高，让人感到非常洩氣。同时，有网友根据地图分析发现，武汉绿地中心距离武汉天河国际机场外围的直线距离为23公里。而同样因为航空问题而限高的平安金融中心与宝安国际机场外围的直线距离为24.9公里，沒有差距太大。另外未被限高的632米的中国第一高楼上海中心大厦则与浦东国际机场外围的直线距离为26.9公里，但该建筑与到上海虹桥机场外围的直线距离为15.5公里。另外，网友还发现自从2016年中国第一高楼上海中心竣工后，中国内地的600米（以及500米以上）在建摩天大楼，几乎都突然因为航空问题或者其他原因而被迫限高或停工，包括已被叫停的长沙天空城市（规划838米）、已搁置的苏州中南中心（规划729米）以及已被限高至592米的深圳平安国际金融中心（规划660米）等。这些似乎都与2018年中国大陆推出的超高层500米限高政策有关。为此，有阴谋论者认为这些建筑被迫限高是为了保护上海中心大厦的中国第一高楼的名誉，導致湖北甚至可能是全國最高樓特色全無，在外觀上被迫剪去頂端的部分。而现实中，武汉绿地中心的外观和上海浦西的白玉兰广场确有相似之处，故城市天際線被破壞也一度引發本地市民不滿。

### 欠款传闻
2019年11月11日，一封落款为“中建三局集团有限公司武汉绿地中心总承包项目部”的工程联系函在网络间流传，该联系函称武汉绿地中心因欠付中建三局集团巨额工程进度款，导致中建三局集团“资金无法正常周转”，被迫“对项目实行全面停工”直至绿地控股集团支付工程款后进行复工，落款日期为2019年10月30日。
2019年12月5日，绿地控股集团及中建三局发布《关于武汉绿地中心相关建设工作的联合声明》，对停工传闻做出回应。声明中称绿地中心的相关工作运转良好，建设正在稳步推进中，并披露了武汉绿地中心的工程进展。